# Xavier Munford
Xavier Munford (ur. 1 czerwca 1992 w Hillside) – amerykański koszykarz, występujący na pozycji rozgrywającego, obecnie zawodnik South East Melbourne Phoenix.
16 marca 2016 roku podpisał 10-dniowa umowę z klubem Memphis Grizzlies. 3 lutego 2017 podpisał kontrakt z FC Barceloną Lassa. 5 października został zawodnikiem Milwaukee Bucks. 7 dni później został zwolniony. 15 października zespół Greensboro Swarm wysłał go wraz z wyborem II rundy draftu 2018 do powiązanego z Bucks zespołu Wisconsin Herd w zamian za wybory I rundy draftu 2017 i 2018.
8 stycznia 2018 podpisał umowę z Milwaukee Bucks na występy zarówno w NBA, jak i zespole G-League – Wisconsin Herd.
2 sierpnia 2020 dołączył do tureckiego Bursaspor Durmazlar. 1 września 2021 zawarł umowę z australijskim South East Melbourne Phoenix.

## Osiągnięcia
Stan na 9 marca 2022, na podstawie, o ile nie zaznaczono inaczej.
College
- Newcomer of the Year (2011)
- Zaliczony do:
  - I składu:
    - NJCAA Division I All-American (2012)
    - NJCAA Regionu 8 (2011)

D-League
- Uczestnik meczu gwiazd D-League (2016, 2018)

Reprezentacja
- Mistrz Ameryki (2017)